# Чипвич
Чипвич (англ. Chipwich) — мороженое-сэндвич, где мороженое расположено между двумя шоколадными печеньями. Иногда мороженое дополнительно обсыпают шоколадной стружкой. Оригинальный чипвич был изобретён Ричардом Ламотта (1942—2010) в Нью-Йорке и состоял из ванильного мороженого, зажатого между двумя шоколадными печеньями.
В 1981 году Ламотта изобрёл чипвич и создал компанию «Chipwiches», начали кампанию распространения партизанским маркетингом, в ходе которой он нанял порядка сотни уличных продавцов (в основном студентов), чтобы продавать чипвичи на улицах Нью-Йорка. Chipwich превратился в успешный бренд. CoolBrands, второй по величине в США дистрибьютор мороженого, купила бренд «Chipwich» в 2002 году, и продала его в 2007 году компании Dreyer’s, подразделению Nestlé, которая остановила производство оригинальных чипвичей, так как они конкурировали с собственными продуктами компании.